# Untzillaitz
Untxillaitz, Untxillaitx, Untxillaitz o Untzillatx (forma, esta última, oficial y recomendada por euskaltzaindia, la academia de la lengua vasca), es un monte de Vizcaya en el  País Vasco (España), de 941 m de altitud. Su cumbre está situada en terrenos del municipio de Mañaria y pertenece a los denominados Montes del Duranguesado.
Su nombre puede querer decir en castellano "peña conejo" untxi(a)=conejo aitz=peña [cita requerida]. A lo largo del tiempo se han escrito y denominado de diferentes formas como; untzillaitz, untxilatx, untxilatx mendia, intxulatx, intxulatx mendia,  mendiolatx, intxullatx, untzillaitx, untxillatx, monte de uncilla-ach, monte uncilla-acha, peña de uncilla-acha, untzilla, untziloitz, uncillach, untzillaitz, uncillach, uncillach, Uncilla, untzilla, Untzillatxa, unzillaitz, untzihatz, untzillaitz, uncillatz.

## Descripción
Perteneciente a la Sierra de Amboto o montes del Duranguesado, conocidos también como "La pequeña Suiza" que forman parte del parque natural de Urkiola. Al igual que el Amboto y el resto de los que conforma el cresterio, aunque el Untzillaitz ya no pertenece a él, forma parte de la inmensa mole de caliza arrecifal muy compacta y de color gris claro que contiene restos de corales coloniales masivos y grandes conchas de rudicos y ostreicos. La sierra se sitúa al Este del parque corriéndolo en dirección noroeste-sureste. 
Este monte, junto con su vecino Aitz txiki, forman el desfiladero de Atxarte y se halla situado entre los valles de Mendiola y Mañaria. Por ambos lados ha sido atacado por las canteras, en la actualidad las de Atxarte están cerradas. 
En la cara que da a Atxarte hay un buen número de vías de escalada pertenecientes a la Escuela de Escalada de Atxarte que es la más importante de Vizcaya e incluso del País Vasco. En este lado se encuentran las cuevas de Bolinkoba, Albistei y Oialkoba que fueron estudiadas por Joxemiel Barandiaran en los años treinta del siglo XX encontrando restos prehistóricos en ellas.
LLama la atención el gran espolón rocoso en la cara norte llamado Urresti. La gran laja de caliza tiene un corte que recibe el nombre de Urresti atea (puerta de Urresti), en este espolón es donde están la mayoría de las vías de escalada, así como algunos nidos de buitres. Su parte alta, llamada Sakukogain, tiene una pequeña cueva.

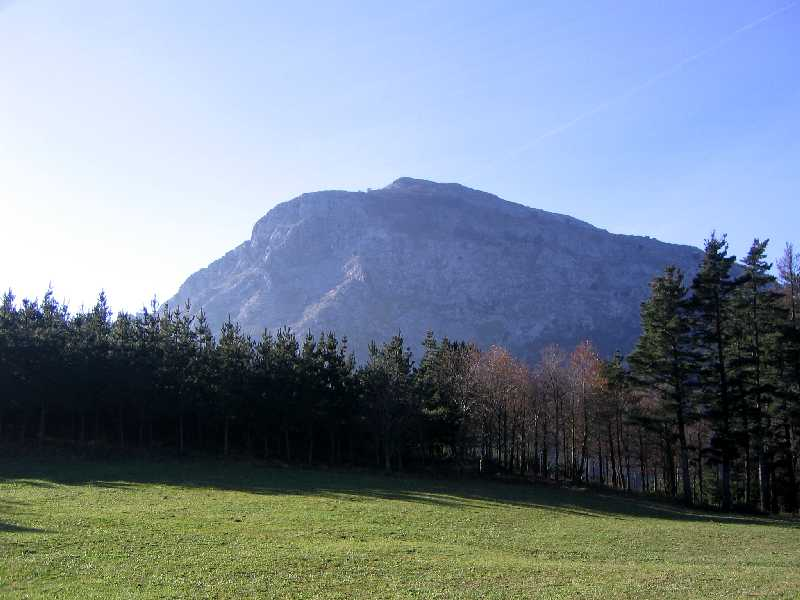
Monte Untzillaitz.

## Escalada
El Untzillaitz forma parte del complejo de escalada de Atzarte. En él se sitúa la llamada Untzillaitz sur, Untzillaitz hegoa en euskera, que es un conjunto de más de 300 vías conformado en sectores, repartidos por la cara sur de la peña caliza con roca de gran calidad. La primera vía abierta fue  la vía “Oroimen” en memoria de Juan Pedro Marcos, fallecido en accidente de montaña en ojos del salado, Chile el 15 de diciembre de 1992, abierta en el sector Elosuko harrobia en 1993. En un primer momento se equiparon vías de un grado de dificultad medio-bajo, aunque la gran mayoría de ellas son de corte deportivo  de un solo largo o de varios largos ( hasta 120 m). Predominan las  placas técnicas de gotera y canto pequeño que se combinan con vías de adherencia tumbadas, verticales con canto, fisuras, diedros, incluso algunas vías desplomadas y con pequeños techos. Están equipadas, mayoritariamente, con  parabolt inoxidable de 10 o 12 mm. y tensor químico de 10 y 8 mm.
Sectores
- Altzerrekie (9 vías)
- Elosu (2 vías)
- Elosuko harrobia (28 vías)
- Fraileburu sudeste (5 vías)
- Koberretape (29 vías)
- Koberretape eskuma (19 vías)
- Kurutzeta (14 vías)
- Labarganeta (19 vías
- Labarpeta (13 vías)
- Laureta sur y oeste (28 vías)
- Lauretazpe (16 vías)
- Markuarrebarren (12 vías)
- Otsortiako harrobia (9 vías)
- Saukuko behekoa (20 vías)
- Saukuko behekoa (Behekaldea) (27+12 vías)
- Saukuko pareta (33 vías)
- Oroimen Ezkerra (5 vías)
- Saukuko Gane. «Proba» (1 vía)[1]

## Rutas de ascenso
Desde Atxarte, por la Gran Diagonal.
Desde el barrio de Zelaieta de Abadiano tomamos la carretera que conduce al barrio de Mendiola hasta el desfiladero de Atxarte, allí cruzamos el río junto a la ermita del Santo cristo, y siguiendo por un momento la antigua vía de la meseta, torcemos a la derecha subiendo por una muy empinada pendiente junto al espolón Urresti. A la altura de Urresti atea trepamos, con cierta dificultad (dificultad de grado II) por la roca muy pendiente y resbaladiza del paraje conocido como "de las placas" donde nos unimos a la ruta que viene del collado de Elosua. Ya por terremo descompuesto llagamos hasta el fin del espolón, a Sakukogain, y nos dirigimos por la crestería hasta alcanzar la cima.
Desde Mañaria por Elosua.
Partiendo por el lado derecho de la cantera que ataca al monte desde esta cara, 
seguimos la pista hasta la ermita de San Martín, que ya queda situada bajo la cumbre del Untxillaitz, de allí alcanzamos el colado de Elosua para seguir por la Gran Diagonal. Desde el collado también se puede subir, sin hacerlo por la Diagonal, por un camino situado bajo la cresta hasta llegar a otro collado situado a escasos metros de la cima.
Desde Mañaria por Olaieta.
Igual que en el caso anterior pero al salir del pinar, en vez de seguir recto hacia la ermita de San Martín, torcer a la izquierda hasta alcanzar el colado de Olaieta, que queda justo sobre el barrio de Mendiola, de allí, siguiendo una diagonal hacia la cresta se alcanza la cima.
Tiempos de accesos
- Atxarte (1h 30m).
- Mañaria (2h).

]